# سيتيتشوك باس
سيتيتشوك باس (بالتايلندية: สิทธิโชค ภาโส) (مواليد 28 يناير 1999)، هو لاعب كرة قدم كان يلعب كمهاجم.

## وصلات خارجية
- سيتيتشوك باس على موقع الاتحاد الآسيوي (الإنجليزية)
- سيتيتشوك باس على موقع رابطة كرة القدم اليابانية للمحترفين (اليابانية)
- سيتيتشوك باس على موقع قاعدة بيانات كرة القدم.إي يو (الإنجليزية)
- سيتيتشوك باس على موقع Soccerway.com (الإنجليزية)
- سيتيتشوك باس على موقع عالم كرة القدم.نت (الإنجليزية)